# Nesioneta
Genre
Nesioneta est un genre d'araignées aranéomorphes de la famille des Linyphiidae.

## Distribution
Les espèces de ce genre se rencontrent en Océanie, dans le sud de l'Asie et aux Seychelles.

## Liste des espèces
Selon World Spider Catalog (version 24.5, 15/10/2023) :
- Nesioneta arabica Tanasevitch, 2010
- Nesioneta benoiti (van Helsdingen, 1978)
- Nesioneta elegans Millidge, 1991
- Nesioneta ellipsoidalis Tu & Li, 2006
- Nesioneta lepida Millidge, 1991
- Nesioneta mingshengzhui (Barrion, Barrion-Dupo & Heong, 2013)
- Nesioneta muriensis (Wunderlich, 1983)
- Nesioneta pacificana (Berland, 1935)
- Nesioneta similis Millidge, 1991
- Nesioneta sola (Millidge & Russell-Smith, 1992)

## Systématique et taxinomie
Ce genre a été décrit par Millidge en 1991 dans les Linyphiidae.

## Publication originale
- Beatty, Berry & Millidge, 1991 : « The linyphiid spiders of Micronesia and Polynesia, with notes on distributions and habitats. » Bulletin of the British Arachnological. Society, vol. 8, no 9, p. 265-274.